# المجنون طليقا (مسلسل)
المجنون طليقًا مسلسل اجتماعي سوري، من تأليف عبد العزيز هلال، وإخراج علاء الدين كوكش. بطولة نخبة من الممثلين السوريين، بُثَّ أوَّل مرَّة عام 1984.

## الممثلون
- عمر حجو (أحمد راشود)
- علي الرواس (علي زيدان)
- ملك سكر (منى زعفراني)
- ايلي غريبة (دكتور صبري)
- هاني الروماني (إبراهيم العطاب)
- سامية الجزائري (غازية)
- صباح السالم (سعدية)
- عبد الرحمن حمود (عايد الغضب)
- عدنان دعبول (حمدان)
- يوسف حنا (القاضي هشام)
- عبد الله عباسي (المساعد صابر)
- نصوح السادات (جاسم)
- سلوم حداد (عبد الصمد)
- تيسير السعدي (محمود الفطين)
- رشاد كوكش (رشيد)
- نذير سرحان (أسعد)
- أدهم الملا (حسن أبو وطفة)
- رشيد عساف (دكتور حلمي)
- شريف السيد (مدير الصحة)
- أحمد مسالخي (فارس)
- بسام لطفي (خلدون)
- سمير (راغب)
- رفيق سبيعي (أبو عبد الصمد)